# 騙子菲利克斯·克魯爾的自白
《騙子菲利克斯·克魯爾的自白》（原名：Bekenntnisse des Hochstaplers Felix Krull）是德國小說家托馬斯·曼最後一部未完成的長篇小說，小說內容以菲利克斯·克魯爾撰寫回憶錄的方式敘述他招搖撞騙的一生。菲利克斯·克魯爾出生富商之家，家中高朋满座，由于父亲的破产和自殺，使得家境一落千丈，父親的朋友一個個離去，只有一位教父參加了父親的葬禮。克鲁尔深深体会到世态炎凉，他以一個侍者冒充別人名字遊歷世界，去過里斯本、巴黎等城市，混迹于上流社会，骗取贵妇和富家小姐的金錢，最後入狱。
克魯爾在四十岁左右时开始回忆自己童年。他在回憶錄裡首先承認他之所以能屢屢得逞的原因，是因為這個世界上的人都希望受騙，他欺騙過匈牙利妓女、里斯本自然博物馆馆长的夫人，偷女作家霍普甫勒的首饰，欺骗侯爵夫妇，都是對方主動提出的主意。克魯爾還認為藝術家都是騙子，藝術的本質只是美妙的幻想加上胡鬧；這部小說一反過去“托馬斯曼式”嚴肅風格，簡直有點像是自我嘲諷的味道。托馬斯·曼從1922年開始構思這部長篇，不久擱筆，1951年又繼續執筆，到1954年臨終前仍未竟筆，創作年代長達三十餘年。